# Ba (Pharaon)
Ba, còn được biết đến là Horus Ba (2650 TCN—?), là tên serekh của một vị vua tiền triều đại của Ai Cập hoặc Ai Cập cổ đại, ông có thể đã trị vì vào giai đoạn cuối vương triều thứ Nhất, nửa sau của vương triều thứ 2 hoặc dưới thời vương triều thứ 3. Chúng ta không biết chính xác độ dài triều đại cũng như vị trí của ông trong biên niên sử.

## Các nguồn của tên gọi
Những nguồn chắc chắn duy nhất cho tên gọi của vị vua "Ba" là một mảnh vỡ bằng đá phiến xanh, nó được tìm thấy trong các phòng trưng bày ngầm nằm bên dưới kim tự tháp bậc thang của vua Djoser tại Sakkara, và ngôi mộ mastaba của viên quan đại thần thuộc vương triều thứ 6 Ny-Ankh-Ba.

## Danh tính

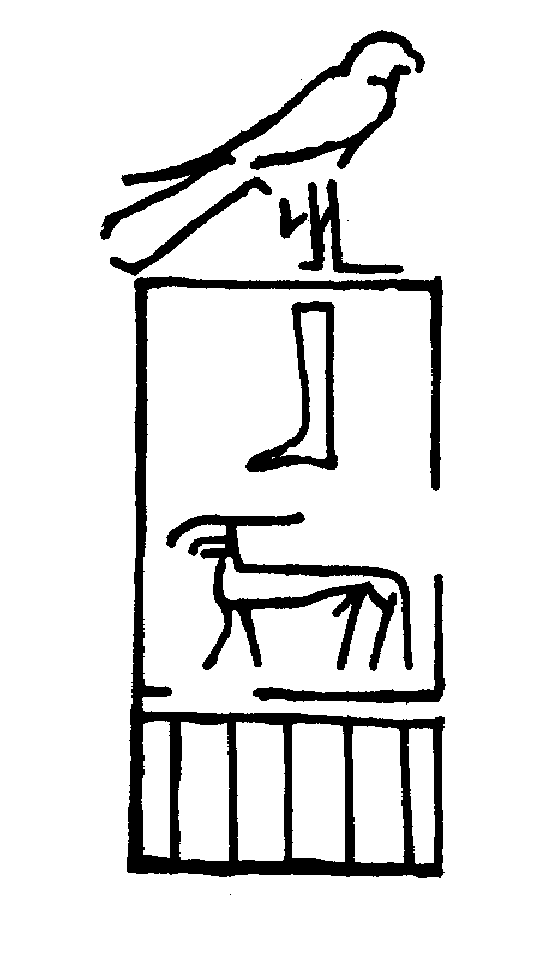
Serekh của Horus Ba.

Có rất ít điều được biết đến về vua Ba. Một số ít các bằng chứng khảo cổ học chỉ có thể đảm bảo sự tồn tại của một vị vua như vậy, nhưng chúng lại không cung cấp thêm thông tin gì khác.
Năm 1899 nhà khoa học Alessandro Ricci đã xuất bản một bản vẽ của một serekh cùng với một cái chân duy nhất (Ký tự D58 của Gardiner) là chữ tượng hình bên trong. Theo Ricci, serekh này được tìm thấy trong một bản khắc đá ở Wadi Maghareh, Sinai. Nhà Ai Cập học Jaroslav Černý và Michel Baude đã phát hiện ra rằng Ricci đề cập tới bản khắc đá của vị vua vương triều thứ 3 là Sanakht. Ricci đơn giản là đã hiểu sai các ký hiệu dùng cho tên của Sanakht - một ký hiệu thẳng đứng của một thòng lọng dây thừng, ký hiệu hình díc dắc đại diện cho nước và một ký hiệu cành cây bên dưới- như là một biểu tượng chân duy nhất.
Những nhà Ai Cập học như Černý và Peter Kaplony nghĩ rằng vua Ba có thể được đồng nhất với vị vua được chứng thực ít ỏi tương tự là "Horus Chim". Vị vua này viết tên của mình bằng ký hiệu của một con ngỗng-giống chim, nhưng bởi vì việc vẽ ký hiệu chim được nhắc đến này lại thiếu các chi tiết mang tính nghệ thuật mà cho phép bất kỳ sự đồng nhất nào, các nhà Ai Cập học vẫn đang tranh luận về cách đọc đúng và ý nghĩa của tên "Chim". Černý và Kaplony nghĩ rằng tên của hai vị vua có cùng cách phiên âm: "Ba". Trong trường hợp này Horus Ba và Horus Chim sẽ là cùng một nhân vật lịch sử. Giả thuyết của Černý và Kaplon thường không được chấp nhận.
Ngược lại, các nhà Ai Cập học như là Nabil Swelim nghĩ rằng Horus Ba là người kế vị trực tiếp của vị vua vương triều thứ 2 Nynetjer. Ông ta lưu ý đến hình thái tên gọi của Nynetjer trong bản danh sách vua Abydos, mà bắt đầu bằng cùng một ký hiệu chữ tượng hình (một con cừu; ký hiệu E11 của Gardiner) giống với tên serekh của Horus Ba. Swelim do đó tin rằng tên Horus của Ba đã bị lẫn lộn với tên gọi lúc sinh ra của Nynetjer.
Địa điểm chôn cất của Ba chưa được biết rõ.